# Mit lille land
"Mit lille land" (norsk: "Mitt lille land") er en sang af Ole Paus fra 1994. Sangen blev efter terrorangrebene i Norge 22. juli 2011 beskrevet som "den nye nationalsang" og blev ofte benyttet ved ceremonier efter angrebene. Den nationale mindeceremoni 21. august 2011 blev åbnet med fremføring af "Mit lille land", og NRKs mindekoncert 30. juli 2011 havde titlen Mit lille land, som også indledet concerten. På den norske nationaldag (17. maj) i 2012 blev NRKs fjernsynsprogram åbnet med "Mit lille land".